# Bridgham
Bridgham är en ort och civil parish i Storbritannien.   Den ligger i grevskapet Norfolk och riksdelen England, i den sydöstra delen av landet, 120 km nordost om huvudstaden London. Bridgham ligger 24 meter över havet och antalet invånare är 328.
Terrängen runt Bridgham är mycket platt. Runt Bridgham är det ganska tätbefolkat, med 149 invånare per kvadratkilometer. Närmaste större samhälle är Thetford, 9,1 km väster om Bridgham. Trakten runt Bridgham består till största delen av jordbruksmark.